# فرانسيس إي. نيلي
فرانسيس إي. نيلي (بالإنجليزية: Frances E. Nealy)‏ هي ممثلة أمريكية، ولدت في 14 أكتوبر 1918 في سان دييغو في الولايات المتحدة، وتوفيت في 23 مايو 1997 في هوليوود في الولايات المتحدة.

## وصلات خارجية
- فرانسيس إي. نيلي على موقع IMDb (الإنجليزية)
- فرانسيس إي. نيلي على موقع ألو سيني (الفرنسية)
- فرانسيس إي. نيلي على موقع أول موفي (الإنجليزية)
- فرانسيس إي. نيلي على موقع قاعدة بيانات الأفلام السويدية (السويدية)
- فرانسيس إي. نيلي على موقع قاعدة بيانات الفيلم (الإنجليزية)
- فرانسيس إي. نيلي على موقع كينوبويسك (الروسية)